# Olavus Printz
Olavus Printz, född 1667 i Norrköping, död 27 april 1712 i Drothems församling, Östergötlands län, var en svensk präst i Drothems församling.

## Biografi
Olavus Printz döptes 6 mars 1667 i Norrköping. Han var son till borgaren Per Printz och Christina Coræi. Printz blev 18 oktober 1684 student vid Uppsala universitet men namnet Prince. Han prästvigdes 17 december 1789 och blev 1690 komminister i S:t Laurentii församling, Söderköping. Printz blev 1700 kyrkoherde i Drothems församling. Han avled 27 april 1712 i Drothems församling och begravdes i Drothems kyrka.

### Familj
Printz gifte sig 1 januari 1690 med Christina Carneij (1668–1738). Hon var dotter till handlanden David Carneij och Anna Bröms i Norrköping. De fick tillsammans barnen Annika Printz (1691–1748) som var gift med kyrkoherden Johannes Isopedius Holtzberg i Åtvids församling, David Printz (1694–1694), Petrus Printz (1695–1701), Brita Printz (född 1703) som var gift med drängen Jons Grelson på Lund i Drothems församling och Christina Printz (född 1710).